# David Hummel (Rechtswissenschaftler)
David Hummel (* 23. Februar 1978 in Dresden) ist ein deutscher Rechtswissenschaftler. Er ist seit 2017 außerordentlicher Professor an der Universität Leipzig sowie als Referent am Europäischen Gerichtshof im Kabinett der deutschen Generalanwältin Juliane Kokott tätig. Hummel publiziert hauptsächlich zur Umsatzsteuer, insbesondere zum Vorsteuerabzug.

## Werdegang
Hummel studierte an der Universität Leipzig und wurde als Mitarbeiter von Holger Stadie zum Thema „Bauten auf fremdem Grund und Boden“ promoviert. Seine Dissertation wurde 2008 mit dem DWS-Förderpreis durch das Deutsche wissenschaftliche Institut der Steuerberater, 2009 mit dem Dr. Feldbausch-Preis der Dr. Feldbausch-Stiftung und ebenfalls 2009 mit dem Hans-Flick-Ehrenpreis durch die Kanzlei Flick Gocke Schaumburg ausgezeichnet.
2013  habilitierte sich Hummel und erhielt die venia legendi für Öffentliches Recht, insbesondere Steuerrecht und Öffentliches Wirtschaftsrecht, das Thema seiner Habilitationsschrift war die „Rechtsformneutralität im Öffentlichen Recht“. Von 2013 bis 2016 hatte Hummel Vertretungsprofessuren an der Westfälischen Wilhelms-Universität in Münster, in Trier, Leipzig und Hamburg inne. Er ist u. a. Mitautor im "Rau/Dürrwächter", einem Kommentar zum Umsatzsteuergesetz; im "Kirchhof/Söhn/Mellinghoff", einem Kommentar zum Einkommensteuergesetz und im "Hübschmann/Hepp/Spitaler", einem Kommentar zur Abgabenordnung und Finanzgerichtsordnung.